# 宇賀渓

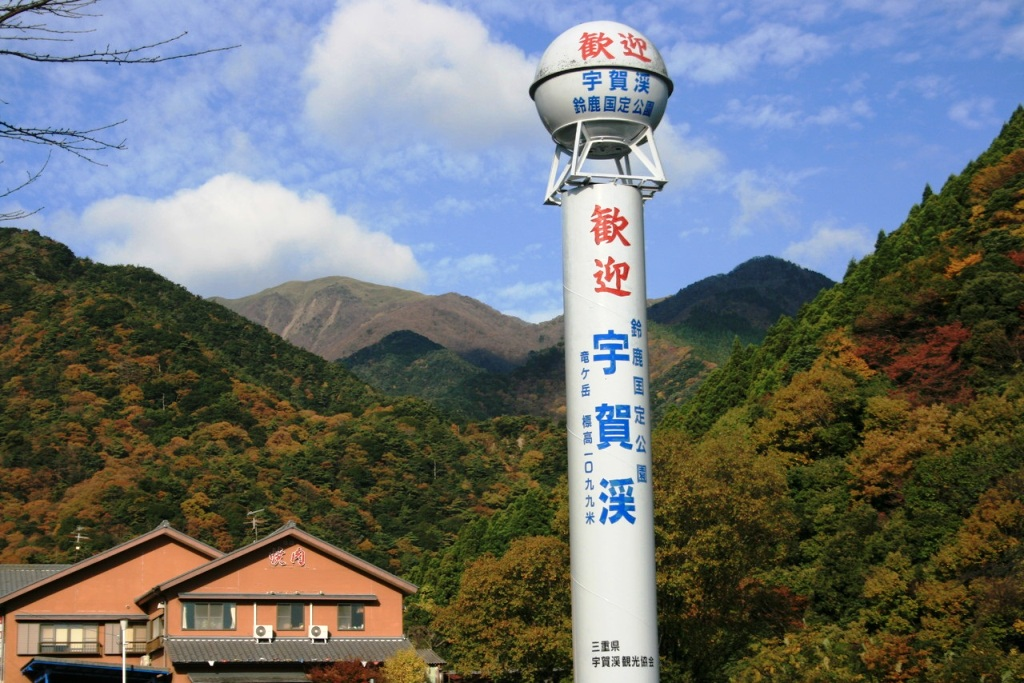
宇賀渓から望む竜ヶ岳

宇賀渓（うがけい）は、三重県いなべ市大安町石榑南の宇賀川（員弁川支流）にある渓谷。

## 概要
鈴鹿国定公園の一角に位置する。鈴鹿山脈の竜ヶ岳から流れ出る宇賀川の下刻作用によって、一帯の花崗岩が浸食されできたものであり、無数の瀑布と深淵がる。魚止滝をハイライトに、燕滝、長尾滝、御所滝、昇竜洞などの名所があり、滝巡りが人気を集めている。また、河岸には地元の森林所有者・七大字森林組合が管理する宇賀渓キャンプ場があり、ハイキングコースも多く設置されている。数ある鈴鹿山脈の渓谷の中でも特に規模が大きく、見応えがあることで、一帯の中でも景観は随一と称えられている。

## 宇賀渓の滝
宇賀渓の入口（標高約250m）には、観光案内所、駐車場、トイレ、売店、飲食店などがある。渓谷に沿った北河内林道を進むとその終点にホタガ谷分岐がある。ホタガ谷には竜ヶ岳の裏道登山道があり、宇賀渓本流には中道登山道がある。本流には、多くの滝がある。
| 魚止滝 （落差8m） | 五階滝 （総落差25m） | 長尾滝 （落差30m） | 宇賀渓の滝と紅葉 |
| ----------------- | -------------------- | ------------------ | ---------------- |
|                   |                      |                    |                  |

## 交通・アクセス
三岐鉄道三岐線 大安駅もしくは三岐鉄道北勢線 阿下喜駅よりいなべ市福祉バス石槫線で、山条公会場前下車。ただし平日のみの運転（土日祝および年末年始運休）で、本数は1日4本と僅少のため、注意。
または、JR四日市駅・近鉄四日市駅から三重交通71系統・福王山行きで田口南（フリー乗降停留所）下車。ただし、時間はかかる。
高速道路からは東名阪自動車道 四日市インターチェンジが最寄りとなっている。
付近を通過する国道421号のうち、以前は滋賀県側からのアクセスは石榑峠付近の狭隘かつ急坂の難路であったが、2011年（平成23年）3月26日に鈴鹿山脈を貫く石榑トンネル（石榑峠道路）が開通したことで、アクセスが容易になった。なお、石榑峠は2008年（平成20年）9月の豪雨による土砂崩れの影響で、2017年（平成29年）4月現在も閉鎖されている。
宇賀渓の入口に近い国道421号沿いの国民宿舎登竜荘は、2009年（平成21年）に廃業し、近隣での宿泊は宇賀渓キャンプ場内のみとなっている。